# Letiště Dundo
Letiště Dundo se nachází poblíž města Dundo v provincii Lunda Norte v Angole.

## Vybavení
Letiště má k dispozici jednu přistávací dráhu o délce 1971 metrů a šířce 24,5 metrů, která je vylitá asfaltem.

## Společnosti a destinace
- TAAG Angola Airlines - Luanda
- Fly Angola - Luanda